# Félix Torres
Félix Eduardo Torres Caicedo (ur. 11 stycznia 1997 w San Lorenzo) – ekwadorski piłkarz występujący na pozycji środkowego obrońcy, reprezentant Ekwadoru, od 2024 roku zawodnik brazylijskiego Corinthians.